# 格勒辛湖
52°15′20″N 13°7′50″E / 52.25556°N 13.13056°E

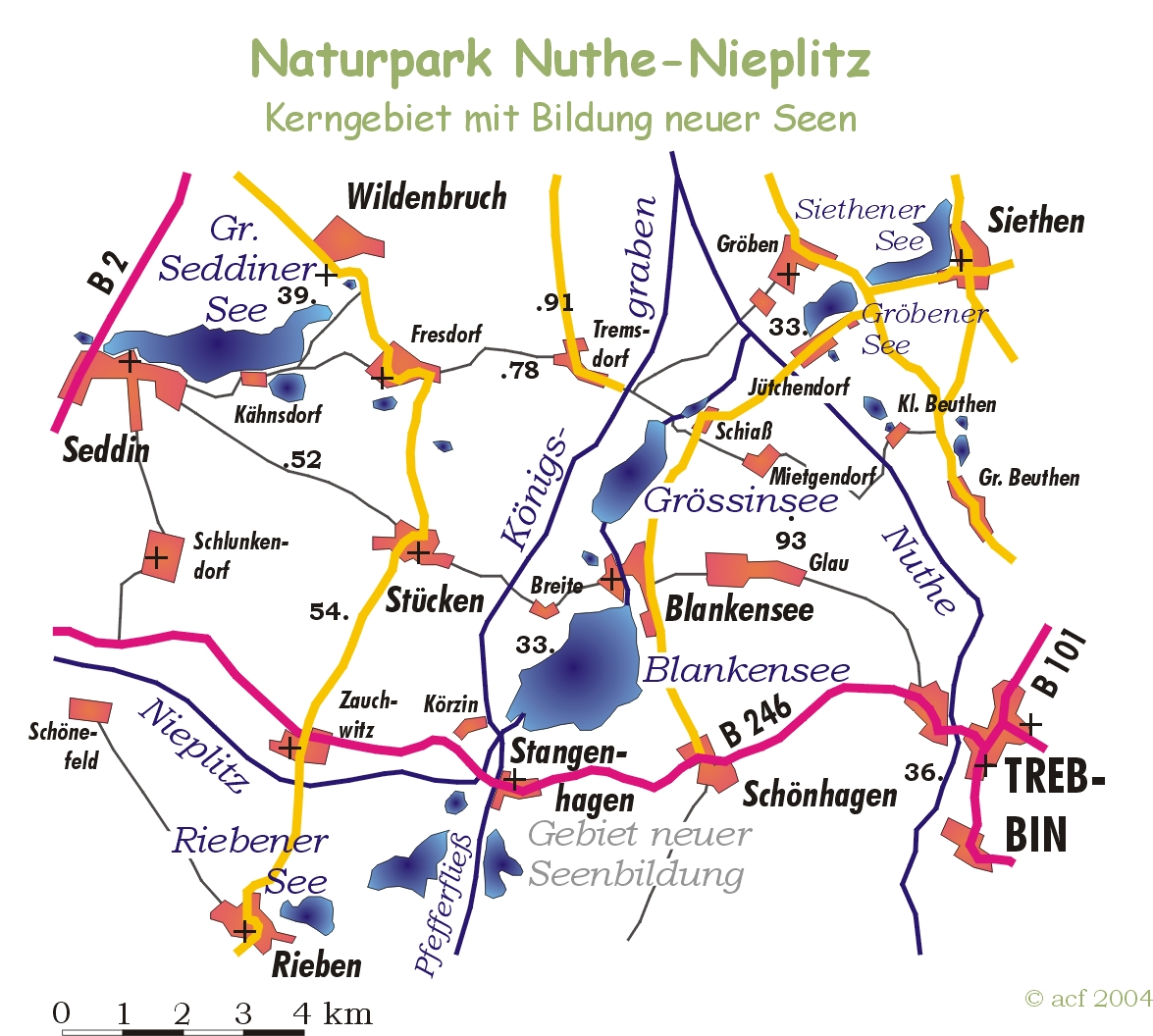

格勒辛湖（德語：Grössinsee），是德國的湖泊，位於該國西南部，由勃蘭登堡州負責管轄，處於波茨坦-米特爾馬克縣，長1.9公里、寬0.8公里，面積0.94平方公里，海拔高度33米，最大水深3米。